# Lisa Harrison
Lisa Harrison, née le 2 janvier 1971 à Louisville, Kentucky, est une joueuse américaine de basket-ball, qui devient entraîneuse après sa carrière en WNBA.

## Biographie
Après avoir été désignée High School Player of the Year en 1989 et Kentucky Miss Basketball, elle rejoint Lady Vols du Tennessee. Elle évolue pendant quatre saisons sous la direction de Pat Summitt et obtient un titre de championne NCAA en 1991.
À sa sortie de l'université, elle évolue pendant une saison en American Basketball League, avec le Quest de Columbus puis de 1997 à 1999 avec le Power de Portland. En 1999, elle est choisie lors du troisième tour de la draft WNBA par la franchise du Mercury de Phoenix. Elle dispute six saisons avec cette équipe, pour un bilan de 187 matchs, dont 138 en tant que titulaire, avec des statistiques de 6 points, 3,6 rebonds, 1,2 passe et 0,8 interception en un peu plus de 24 minutes.

## Palmarès
- Vainqueure du championnat NCAA en 1991.